# 1989-es magyar atlétikai bajnokság
Az 1989-es magyar atlétikai bajnokságot – amely a 94. magyar bajnokság volt – július 28. és 30. között rendezték Budapesten.

## Helyszínek
- maraton: március 18., Szeged
- mezei bajnokság: április 4., Dunakeszi, lóversenypálya
- váltóbajnokság: május 27–28., Népstadion
- kalapácsvetés: július 27., Építők pálya, Népliget
- pályabajnokság: július 28–30., Honvéd pálya, Tüzér utca
- férfi 20 és női 10 km-es gyaloglás: szeptember 9., Szolnok, Tiszaliget
- többpróba: szeptember 16–17., Honvéd pálya, Tüzér utca
- férfi és női 10 000 m: szeptember 23., Népstadion
- ügyességi csapatbajnokság: szeptember 23–24., Népstadion
- 50 km-es gyaloglás: október 8., Ózd

## Eredmények

### Férfiak
| Versenyszám                   | Arany                                                                         | Arany      | Ezüst                                                                       | Ezüst      | Bronz                                                                    | Bronz      |
| ----------------------------- | ----------------------------------------------------------------------------- | ---------- | --------------------------------------------------------------------------- | ---------- | ------------------------------------------------------------------------ | ---------- |
| 100 m                         | Kovács Attila Újpesti Dózsa                                                   | 10,34      | Karaffa László Bp. Honvéd                                                   | 10,54      | Havas Endre Kecskeméti SC                                                | 10,60      |
| 200 m                         | Molnár Tamás Nyíregyházi VSSC                                                 | 21,10      | Kovács Attila Újpesti Dózsa                                                 | 21,21      | Fetter György Bp. Spartacus                                              | 21,33      |
| 400 m                         | Molnár Tamás Nyíregyházi VSSC                                                 | 45,97      | Katona Ervin Újpesti Dózsa                                                  | 46,86      | Menczer Gusztáv Újpesti Dózsa                                            | 46,88      |
| 800 m                         | Banai Róbert Újpesti Dózsa                                                    | 1:50,05    | Dobi Gábor Bp. Honvéd                                                       | 1:50,37    | Czakó Péter BKV Előre                                                    | 1:50,45    |
| 1500 m                        | Banai Róbert Újpesti Dózsa                                                    | 3:43,26    | Richnach Ferenc Tatabányai Bányász                                          | 3:43,72    | Tóth László Bp. Honvéd                                                   | 3:44,19    |
| 5000 m                        | Káldy Zoltán Újpesti Dózsa                                                    | 13:54,89   | Berkovics Imre Haladás                                                      | 13:59,51   | Pécsi Zoltán Tatabányai Bányász                                          | 13:59,53   |
| 10 000 m                      | Káldy Zoltán Újpesti Dózsa                                                    | 29:08,76   | Kadlót Zoltán Salgótarjáni Kohász                                           | 29:14,16   | Sági Ferenc Újpesti Dózsa                                                | 29:20,29   |
| maraton                       | Szűcs Csaba Bp. Vasas                                                         | 2:15:38    | Sulyok Atila Bp. Spartacus                                                  | 2:15:50    | Farkas Géza Csepel SC                                                    | 2:16:13    |
| 3000 m akadály                | Vágó Béla MTK-VM                                                              | 8:32,55    | Pécsi Zoltán Tatabányai Bányász                                             | 8:40,52    | Szűcs Csaba Bp. Vasas                                                    | 8:49,34    |
| 110 m gát                     | Bakos György Újpesti Dózsa                                                    | 13,97      | Varga Zoltán MTK-VM                                                         | 14,19      | Simon Balla István Újpesti Dózsa                                         | 14,33      |
| 400 m gát                     | Simon Balla István Újpesti Dózsa                                              | 51,35      | Bágyi Róbert Bp. Honvéd                                                     | 51,60      | Szűcs Béla Bp. Építők                                                    | 51,74      |
| 4 × 100 m váltó               | Nagy István Kovács Attila Rezák Pál Menczer Gusztáv Újpesti Dózsa „A”         | 40,64      | Görög Bertók Bekecs Sándor Molnár Tamás Nyíregyházi VSSC                    | 41,00      | Simon Balla István Katona Ervin Bakos György Bankó Pál Újpesti Dózsa „B” | 41,38      |
| 4 × 400 m váltó               | Szabó G. István Simon Balla István Menczer Gusztáv Katona Ervin Újpesti Dózsa | 3:09,06    | Tercsák Páni Martina Tibor Németh Sándor Bp. Honvéd                         | 3:11,77    | Görög Bertók Bekecs Sándor Molnár Tamás Nyíregyházi VSSC                 | 3:14,      |
| 20 km gyaloglás               | Urbanik Sándor Tatabányai Bányász                                             | 1:25:30    | Dudás Gyula SZVSE                                                           | 1:27:40    | Farkas Zoltán HVSE                                                       | 1:27:42    |
| 50 km gyaloglás               | Sátor László Bp. Honvéd                                                       | 4:03,30    | Kánya Sándor Diósgyőri VTK                                                  | 4:07,43    | Andrásfay Endre Bp. Postás                                               | 4:08,00    |
| magasugrás                    | Németh Gyula Csepel SC                                                        | 220        | Deutsch Péter Bp. Építők                                                    | 217        | Pál Ferenc Bp. Vasas                                                     | 217        |
| rúdugrás                      | Bagyula István Csepel SC                                                      | 530        | Molnár Gábor Bp. Honvéd                                                     | 520        | Szabó Dezső Bp. Honvéd                                                   | 520        |
| távolugrás                    | Almási Csaba Újpesti Dózsa                                                    | 797        | Szalma László Bp. Vasas                                                     | 789        | Szabó Zsolt Bp. Honvéd                                                   | 786        |
| hármasugrás                   | Pálóczi Gyula Tatabányai Bányász                                              | 16,60      | Bagi Zoltán Bp. Honvéd                                                      | 15,93      | Kárpáti Péter Bázis                                                      | 15,78      |
| súlylökés                     | Kóczián Jenő Diósgyőri VTK                                                    | 18,52      | Ladányi Zsigmond Szeged                                                     | 18,42      | Szabó László Tatabányai Bányász                                          | 17,60      |
| diszkoszvetés                 | Ficsor József Nyíregyházi VSSC                                                | 62,56      | Horváth Attila Haladás                                                      | 62,00      | Holló Csaba Bp. Postás                                                   | 59,06      |
| kalapácsvetés                 | Gécsek Tibor Haladás                                                          | 76,88      | Vida József Haladás                                                         | 76,50      | Sinka Albert Bp. Építők                                                  | 75,10      |
| gerelyhajítás                 | Stefán László Nyíregyházi VSSC                                                | 75,14      | Bareith Attila BEAC-MAFC                                                    | 72,98      | Knausz Ferenc MTK-VM                                                     | 72,26      |
| tízpróba                      | Szabó Dezső Újpesti Dózsa                                                     | 8054       | Fábián Csaba Újpesti Dózsa                                                  | 7630       | Munkácsi Sándor Bp. Építők                                               | 7470       |
| kis mezei futás (6 km)        | K. Szabó Gábor Micro SC                                                       | 17:46      | Knipl István Micro SC                                                       | 17:46      | Pécsi Zoltán Tatabányai Bányász                                          | 17:49      |
| mezei futás (12 km)           | Káldy Zoltán Újpesti Dózsa                                                    | 36:38      | Zelenák Zoltán Csepel SC                                                    | 36:45      | Jáger Péter Bp. Honvéd                                                   | 36:51      |
| csapat kis mezei futás (6 km) | K. Szabó Gábor Knipl István Kerékjártó István Micro SC                        | 9          | Serfőző Sándor Bereczki Barcza Diósgyőri VTK                                | 23         | Pécsi Zoltán Reichnach Ferenc Pocsai Tamás Tatabányai Bányász            | 25         |
| csapat mezei futás (12 km)    | Káldy Zoltán Baier Tibor Sági Ferenc Újpesti Dózsa                            | 18         | Borka Gyula Nalesnyik Zoltán Kőszegi Zoltán BVSC                            | 20         | Bók László Tóth J. Golubics Zoltán Kaposvári Építők                      |            |
| csapat maraton                | Sulyok Attila Antal Péter Borka Gyula Bp. Spartacus                           | 6:56:18    | Kőszegi Zoltán Tóth Nalesnyik Zoltán BVSC                                   | 7:12:59    | Bók László Ipolyi Róbert Kovács Attila Kaposvári Építők                  | 7:16:49    |
| csapat 20 km gyaloglás        | Farkas Zoltán Domján Miklós Tomics István Haladás VSE                         | 4:36:14    | Faragó Károly Tolnai Márton BVSC                                            | 4:45:14    | Kánya Sándor Veréb Rudolf Tóth Diósgyőri VTK                             | 4:46:52    |
| csapat 50 km gyaloglás        | Sátor László Kovalcsik László Drahota Mihály Bp. Honvéd                       | 12:39:47   | Germán Tibor Leczki Ervin Kovács Károly Békéscsaba                          | 13:49:49   | Faragó Károly Márton Tolnai BVSC                                         | 13:57:36   |
| 4 × 200 m                     | Bakos György Nagy István Rezák Pál Menczer Gusztáv Újpesti Dózsa              | 1:25,08    | Görög Bertók Bekecs Sándor Molnár Tamás Nyíregyházi VSSC                    | 1:25,29    | Szabó Bankó Simon Balla Katona Újpesti Dózsa B                           | 1:26,34    |
| 4 × 800 m                     | Tóth László Martina Tibor Kováts Ferenc Dobi Gábor Bp. Honvéd                 | 7:23,95    | Pécsi Zoltán Szalai István Reichnach Ferenc Pocsai Tamás Tatabányai Bányász | 7:24,18    | Kiss Nagylaki Banai Róbert Holba Zoltán Újpesti Dózsa                    | 7:34,98    |
| 4 × 1500 m                    | Sági Ferenc Holba Zoltán Káldy Zoltán Banai Róbert Újpesti Dózsa              | 15:22,92   | Kollár Szatzker Molnár Nyikos BVSC                                          | 15:28,83   | Diósgyőri VTK                                                            | 15:37,44   |
| csapat magasugrás             | Horváth Ádám Somogyvári Tamás Bános Csaba Bp. Honvéd                          | 201 cm     | Bázis                                                                       | 201 cm     | TFSE                                                                     | 198,333 cm |
| csapat rúdugrás               | Szabó Dezső Bujtor Zoltán Balogh László Újpesti Dózsa                         | 473,333 cm | Bp. Honvéd                                                                  | 450,000 cm | Csepel SC                                                                | 430,000 cm |
| csapat távolugrás             | Szabó Zsolt Szekeres Attila Bagi Zoltán Bp. Honvéd                            | 707,333 cm | Bázis                                                                       | 684,000 cm | Marik Cseh Fekete Szeged SC                                              | 673,333 cm |
| csapat hármasugrás            | Kárpáti Péter Rittler Gábor Karsai István Bázis                               | 14,570 m   | Salgótarjáni Kohász                                                         | 14,566 m   | TFSE                                                                     | 14,046 m   |
| csapat súlylökés              | Rajniczer Lajos Ladányi Zsigmond Bácsalmási Antal Szeged SC                   | 16,033 m   | Diósgyőri VTK                                                               | 15,323 m   | Horváth Attila Vida József Gécsek Tibor Haladás VSE                      | 15,080 m   |
| csapat diszkoszvetés          | Ficsor József Kerekes László Péter Tamás Nyíregyházi VSSC                     | 55,106 m   | Horváth Attila Vida József Németh László Haladás VSE                        | 53,273 m   | Diósgyőri VTK                                                            | 47,873 m   |
| csapat kalapácsvetés          | Vida József Gécsek Tibor Rédei László Haladás VSE                             | 70,353 m   | Sinka Albert Építők SC                                                      | 65,833 m   | Horváth Attila Németh Zsolt Breznyánszky Tamás Haladás VSE B             | 54,680 m   |
| csapat gerelyhajítás          | Herédi István Bolgár Tamás Bak István Szeged SC                               | 63,313 m   | Csepel SC                                                                   | 61,320 m   | BVSC                                                                     | 60,753 m   |

### Nők
| Versenyszám               | Arany                                                                      | Arany      | Ezüst                                                                     | Ezüst      | Bronz                                                            | Bronz      |
| ------------------------- | -------------------------------------------------------------------------- | ---------- | ------------------------------------------------------------------------- | ---------- | ---------------------------------------------------------------- | ---------- |
| 100 m                     | Kozáry Ágnes Zalaegerszegi TE                                              | 11,66      | Barati Éva Bp. Honvéd                                                     | 11,86      | Ács Judit Zalaegerszegi TE                                       | 11,90      |
| 200 m                     | Kozáry Ágnes Zalaegerszegi TE                                              | 23,56      | Forgács Judit Tatabányai Bányász                                          | 23,90      | Ács Judit Zalaegerszegi TE                                       | 24,24      |
| 400 m                     | Forgács Judit Tatabányai Bányász                                           | 51,72      | Szabó Erzsébet Szeged                                                     | 53,18      | Bátori Noémi MTK-VM                                              | 53,59      |
| 800 m                     | Szabó Erzsébet Szeged                                                      | 2:03,67    | Todorán Erzsébet Nyíregyházi VSSC                                         | 2:04,51    | Rácz Katalin Újpesti Dózsa                                       | 2:04,67    |
| 1500 m                    | Rácz Katalin Újpesti Dózsa                                                 | 4:12,      | Ágoston Zita Bp. Honvéd                                                   | 4:13,      | Barócsi Heléna Újpesti Dózsa                                     | 4:14,46    |
| 3000 m                    | Ágoston Zita Bp. Honvéd                                                    | 9:06,94    | Barócsi Heléna Újpesti Dózsa                                              | 9:16,09    | Visnyei Márta Szegedi VSE                                        | 9:17,71    |
| 10 000 m                  | Ágoston Zita Bp. Honvéd                                                    | 32:59,70   | Visnyei Márta Szegedi VSE                                                 | 33:31,83   | Földingné Nagy Judit Győri Dózsa                                 | 33:42,80   |
| maraton                   | Sipka Ágnes Székesfehérvári Ikarus                                         | 2:41:12    | Jankó Ilona Ajka                                                          | 2:44:58    | Varga Ildikó Nyíregyházi VSSC                                    | 2:45:39    |
| 100 m gát                 | Palombi Margit Tatabányai Bányász                                          | 13,48      | Kalamár Andrea MTK-VM                                                     | 13,76      | Bálint Zita Csepel SC                                            | 14,10      |
| 400 m gát                 | Antók Zsófia Bp. Honvéd                                                    | 58,38      | Szekeres Judit Szolnoki MÁV-MTE                                           | 58,87      | Molnár Márta Bp. Spartacus                                       | 1:00,00    |
| 4 × 100 m váltó           | Bagoly Csilla Mádai Mónika Daku Mónika Fogarassy Katalin Nyíregyházi VSSC  | 46,57      | Barati Éva Balázs Éva Gazdag Zsuzsa Antók Zsófia Bp. Honvéd               | 46,64      | Pusztai Ács Judit Kozáry Ágnes Majsa Rita Zalaegerszegi TE       | 46,67      |
| 4 × 400 m váltó           | Mádai Mónika Vida Erika Todorán Erzsébet Fogarasy Katalin Nyíregyházi VSSC | 3:42,73    | Antók Zsófia Barati Éva Gazdag Zsuzsa Balázs Éva Bp. Honvéd               | 3:43,83    | Péter Szilvia Ács Judit Kozáry Ágnes Majsa Rita Zalaegerszegi TE | 3:46,87    |
| 10 km gyaloglás           | Rosza Mária Békéscsabai AC                                                 | 46:20      | Alföldi Andrea Komlói Bányász                                             | 47:10      | Illyés Ildikó Békéscsabai AC                                     | 47:40      |
| magasugrás                | Kovács Judit Debreceni MTE                                                 | 186        | Solti Krisztina Bp. Honvéd                                                | 186        | Juha Olga Bp. Vasas                                              | 184        |
| távolugrás                | Vanyek Zsuzsa Bp. Építők                                                   | 642        | Csapó Katalin Debreceni MTE                                               | 627        | Palombi Margit Tatabányai Bányász                                | 596        |
| súlylökés                 | Horváth Viktória BVSC                                                      | 17,40      | Herth Hajnal MTK-VM                                                       | 17,35      | Elekes Tünde Bp. Spartacus                                       | 14,95      |
| diszkoszvetés             | Herczeg Ágnes Bp. Vasas                                                    | 58,00      | Csőke Katalin BVSC                                                        | 56,02      | Kertész Tekla Szegedi VSE                                        | 50,84      |
| gerelyhajítás             | Malovecz Zsuzsa Nyíregyházi VSSC                                           | 61,90      | Zsigmond Kinga Budapesti VSC                                              | 54,30      | Koczka Anikó Testnevelési Főiskola                               | 52,64      |
| hétpróba                  | Ináncsi Rita KSI                                                           | 5838       | Vanyek Zsuzsa Bp. Építők                                                  | 5788       | Palombi Margit Tatabányai Bányász                                | 5648       |
| mezei futás (6 km)        | Visnyei Márta Szegedi VSE                                                  | 20:21      | Barócsi Heléna Újpesti Dózsa                                              | 20:31      | Wéninger Katalin Videoton                                        | 20:48      |
| 4 × 200 m                 | Ács Judit Majsa Rita Péter Szilvia Kozáry Ágnes Zalaegerszegi TE           | 1:37,00    | Bagoly Csilla Mádai Mónika Daku Mónika Fogarassy Katalin Nyíregyházi VSSC | 1:37,20    | Antók Zsófia Balázs Éva Gazdag Zsuzsa BpBarati Éva Bp. Honvéd    | 1:38,39    |
| 4 × 800 m                 | Horváth Emőke Brutóczky Judit Bugya Mariann Márkus Edit BVSC               | 8:49,84    | Bertalan Sinkó Hédai Király Építők SC                                     | 8:51,86    | Stupián Anikó Stiglicz Edit Horváth Dóczi Éva Veszprémi SE       | 8:54,06    |
| csapat maraton            | Sipka Ágnes Majzer Ildikó Szabó Mariann Székesfehérvári Ikarus             | 8:52:53    | Molnár Gizella Vass Fried Építők SC                                       | 9:14:01    | Arany Sábián Szabó Székesfehérvári Ikarus B                      | 12:3:50    |
| csapat mezei futás (6 km) | Király Anikó Molnár Gizella Hédai Gizella Építők SC                        | 32         | Horváth Marianna Molnár Stupián Anikó Veszprémi SE                        | 48         | Wéninger Katalin Joó Anikó Babai Videoton                        | 48         |
| csapat 10 km gyaloglás    | Rosza Mária Ilyés Ildikó Szokonya Anikó Békéscsabai ES                     | 2:25:15    | Karkovecz Gabriella Kocsis Zsuzsa Nagy Diósgyőri VTK                      | 2:37:36    | Fertály Ficz Ligeti Bp. Honvéd                                   | 2:48:28    |
| csapat magasugrás         | Szabó Tünde Vaszkó Judit Bozsér Anita Szekszárd                            | 157,666 cm | TFSE                                                                      | 156,333 cm | Szolnoki MÁV MTE                                                 | 155,000 cm |
| csapat távolugrás         | Papp Éva Borsos Bernadett Kiss Beáta Szeged SC                             | 544,000 cm | Tatabányai Bányász                                                        | 538,666 cm | Szolnoki MÁV MTE                                                 | 533,000 cm |
| csapat súlylökés          | Horváth Viktória Csőke Katalin Varga Jánosné BVSC                          | 12,773 m   | TFSE                                                                      | 11,790 m   | Szomody Andrea Berki Trényiné Szeged SC                          | 11,596 m   |
| csapat diszkoszvetés      | Csőke Katalin Varga Jánosné Horváth Viktória BVSC                          | 45,180 m   | Újpesti Dózsa                                                             | 38,546 m   | TFSE                                                             | 34,500 m   |
| csapat gerelyhajítás      | Budavári Éva Vetési Edit Sebők Györgyi Szolnoki MÁV MTE                    | 48,366 m   | Trényiné Domonkos Anikó Czikkely Ágnes Szeged SC                          | 44,546 m   | BVSC                                                             | 43,726     |

## Magyar atlétikai csúcsok
- 5000 m gyaloglás 18:34.77 ocs. Urbanik Sándor TBSC Budapest 3. 5.
- n. 1 órás futás 17 052,05 m ocs. Földiné Nagy Judit Gy. Dózsa Székesfehérvár 10. 22.
- n. 4X200 m 1:34,65 ocs. Női válogatott (Ács, Kozáry, Forgács, Molnár E.) Zalaegerszeg 8. 19.
- n. fp. súlylökés 19.20 m ocs. Horváth Viktoria BVSC Pireusz 3. 8.